# Caradrina rebeli
Caradrina rebeli is een nachtvlinder uit de familie Noctuidae, de uilen. De soort is endemisch voor de Canarische Eilanden. De spanwijdte bedraagt tussen de 26 en 31 millimeter. De soort vliegt in verscheidene generaties het hele jaar door. De rups is polyfaag op kruidachtige planten.